# Zuidwending (kanaal)
De Zuidwending is een 3,3 km lang kanaal in de Nederlandse provincie Groningen. Het kanaal verbindt het Hoendiep met het Aduarderdiep en vormt mede de grens tussen de gemeentes Groningen en Westerkwartier. Het kanaal werd in de 15e eeuw gegraven door de conversen van de Abdij van Aduard.
Het kanaal is niet geschikt voor de scheepvaart, omdat het aan de zuidzijde bij het streekje Pannekoek is afgesloten door een duiker.
Aan het kanaal staat de Zuidwendinger Molen, die de polder Zuidwending bemaalde. Ook de polder Kriegsman lost op het kanaal.
Over het water liggen twee bruggen:
1. de spoorbrug in de spoorlijn Leeuwarden - Groningen
2. de Nieuwbrug tussen de Weersterweg (Den Horn) en de Aduarderdiepsterweg (Hoogkerk)

Tussen de Nieuwbrug en het Aduarderdiep liggen over een lengte van 650 m meerdere woonboten.

## Zie ook

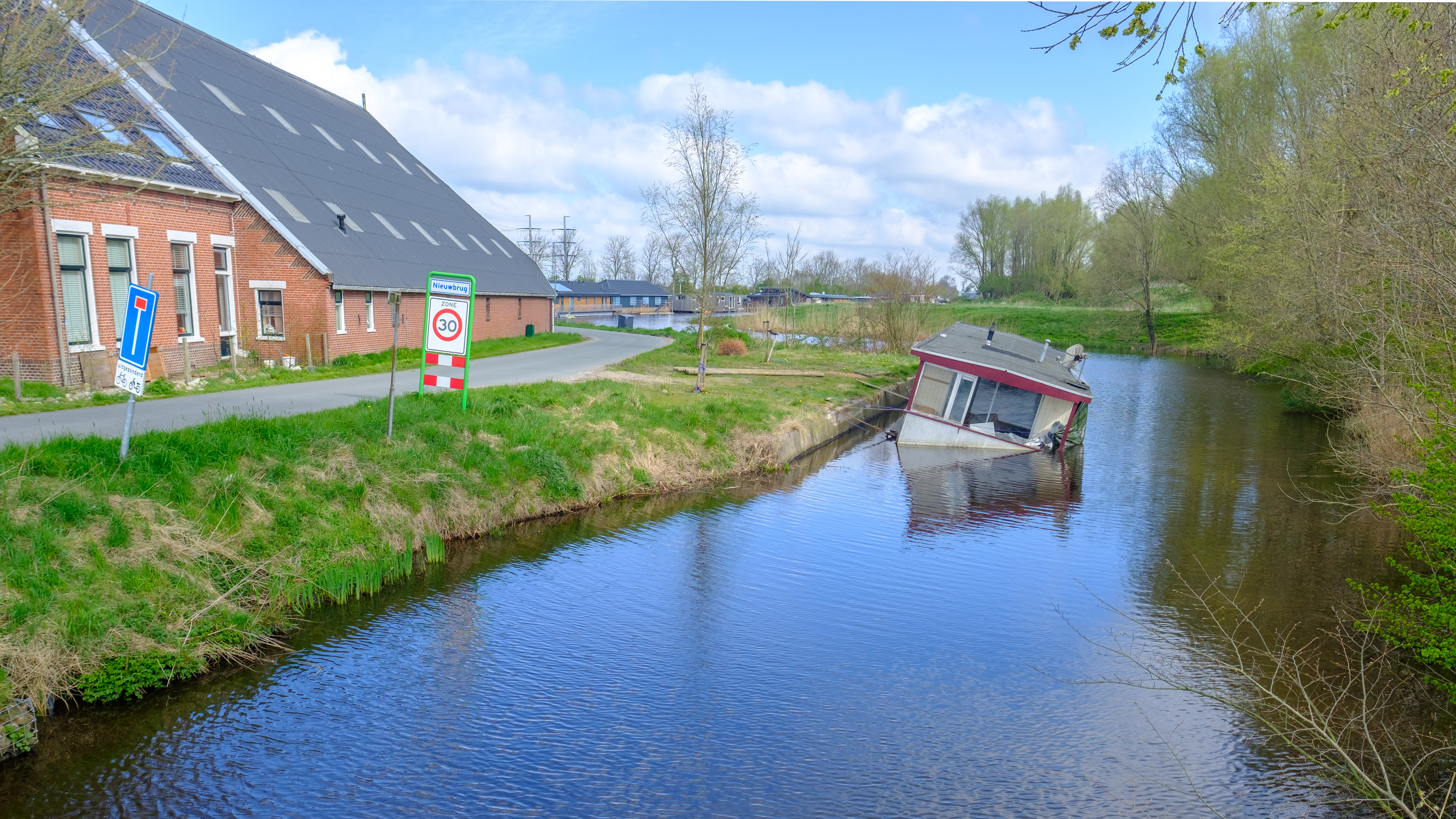
Halfgezonken woonboot in de Zuidwending bij Nieuwbrug
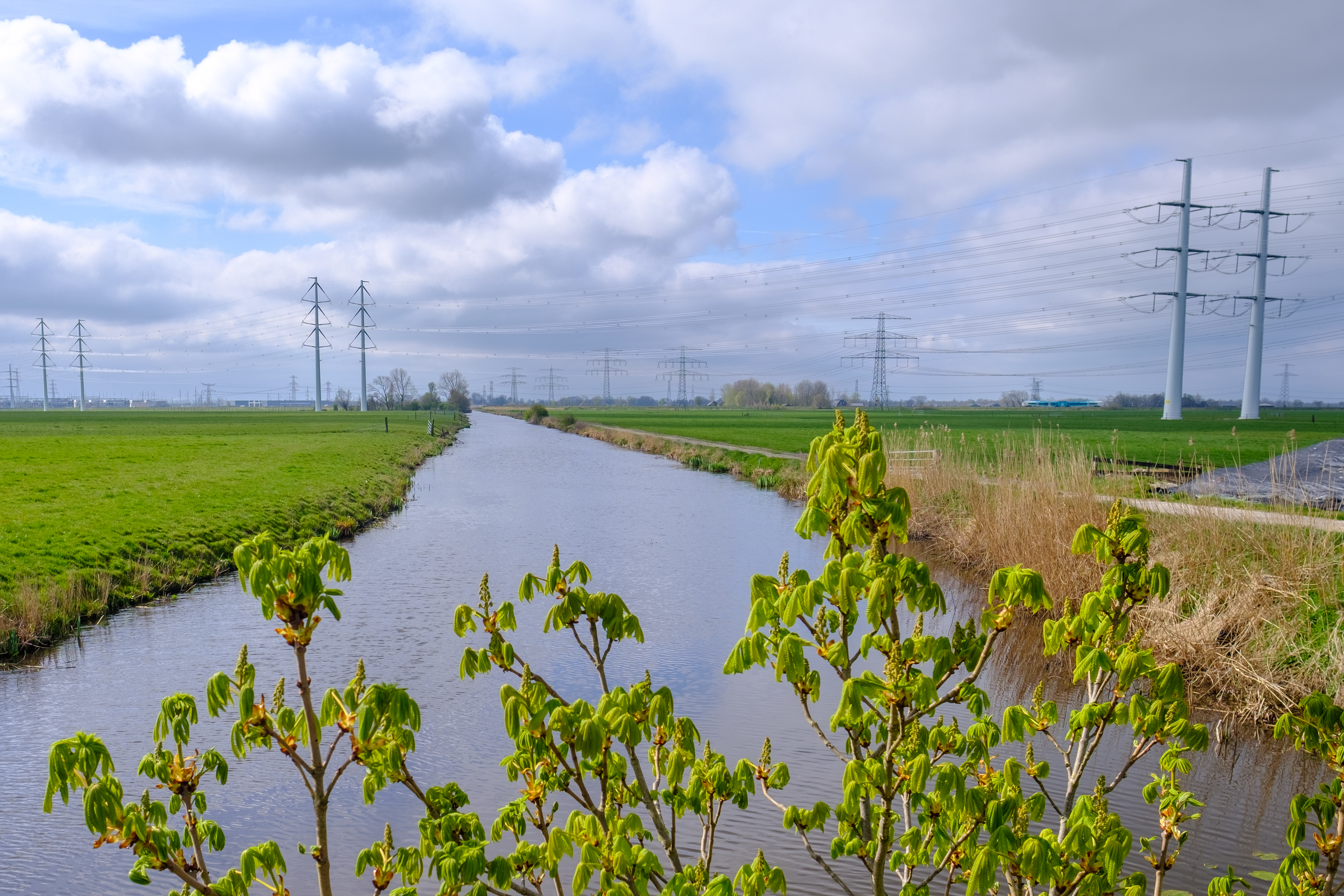
De Zuidwending naar het zuiden gezien vanaf de Weersterbrug bij Nieuwbrug. Op de achtergrond de nieuwe 380 Kv-lijn van Oudeschip naar Vierverlaten, die tussen 2021 en 2023 werd aangelegd als netverzwaring in het kader van de leveringszekerheid. Daarachter de oude hoogspanningsmasten.